# РТ-23
РТ-23 (Индекс УРВ РВСН — 15П044 и 15П952, по договору ОСВ-2 — РС-22 и РС-22Б, по классификации МО США и НАТО — SS−24 и SS-24 Mod.1 Scalpel) — стратегические ракетные комплексы с унифицированными твердотопливными трехступенчатыми межконтинентальными баллистическими ракетами 15Ж44 и 15Ж52, стационарного шахтного и мобильного железнодорожного базирования, с минометным стартом.
РТ-23 была заявлена как новая МБР (по Договору ОСВ-2 каждая из сторон могла принять на вооружение по одной новой МБР) и проектировалась для последующего универсального применения, как для замены жидкостной УР-100Н УТТХ в существующих шахтных пусковых установках, так и в составе подвижных комплексов. Это поставило разработчиков в рамки жестких ограничений по массово-габаритным характеристикам, поскольку по своим боевым возможностям ракета не должна была уступать новой МБР США — ракете «MX» и в то же время не потерять мобильных свойств.
Штатно ракеты РТ-23 были рассчитаны на 15-летний срок эксплуатации и по мере его истечения ракеты были выведены из эксплуатации в 2002—2004 гг. в связи с разработкой нового железнодорожного комплекса «Баргузин», обладающего меньшей нагрузкой на железнодорожное полотно и не требующего его усиления по маршрутам курсирования.

## История создания

### Испытания
Головным по отработке и испытаниям ракеты РС-22 был определён 53 НИИП, для чего в 1977 году в управлении полигона была создана внештатная лаборатория с целью подготовки к испытаниям нового комплекса. Совместные лётные испытаний планировалось начать в первом квартале 1982 года.

### Опытная эксплуатация
В августе 1984 года в 10-й ракетной дивизии (г. Кострома) был сформирован 149-й ракетный полк БЖРК. Уже 22 августа личный состав полка убыл в учебный центр (Плесецк) для изучения опытного образца БЖРК 15П952.

## Конструкция
РТ-23 выполнена в одном калибре и по своей конструктивно-компоновочной схеме во многом схожа с американской ракетой «MX».

### Конструкция первой ступени
Первая ступень МБР включает хвостовой и соединительный отсеки цилиндрической формы и маршевый РДТТ 15Д206. Масса полностью снаряженной ступени составляет 53 т. Длина ступени 9,7 м. Двигатель коконной конструкции с одним центрально размещенным неподвижным соплом, разработан на основе РДТТ 3Д65 для первой ступени БРПЛ Р-39 (расходно-тяговые характеристики были улучшены путём повышения давления в камере сгорания и увеличения диаметра критического сечения сопла).

### Конструкция второй ступени
Вторая ступень состоит из маршевого РДТТ 15Д207 и соединительного отсека. Маршевый РДТТ второй ступени имеет одно центрально расположенное сопло, которое снабжено выдвижным насадком, позволяющим сохранять исходные габариты и увеличить удельный импульс двигателя при работе на больших высотах. Корпус РДТТ — коконной конструкции.

### Конструкция третьей ступени
Третья ступень включает маршевый двигатель, по своей конструкции аналогичный РДТТ второй ступени, и переходный отсек, состоящий из двух секций.

### Головная часть
Ракета оснащается РГЧ ИН с десятью ББ, размещенными в один ярус. Ступень разведения выполнена по стандартной схеме и включает ДУ и систему управления.
ГЧ прикрывается аэродинамическим обтекателем  изменяемой геометрии (изначально надувной, позже — складывающийся). Такая конструкция обтекателя обусловлена наличием ограничений, накладываемых на габариты ракеты размерами железнодорожного вагона.
На внешней поверхности обтекателя размещаются аэродинамические рули, позволяющие управлять ракетой по крену на участках работы первой и второй ступеней. После прохождения плотных слоёв атмосферы обтекатель сбрасывается.

## Тактико-технические характеристики
| Индекс ракетного комплекса             | 15П060                                                        | 15П952                                                        |
| Пусковая установка                     | Шахтная типа «ОС» (отдельный старт), индекс 15П744            | Железнодорожная со стартовыми вагонами СМ-СП35                |
| Индекс ракеты                          | 15Ж44                                                         | 15Ж52                                                         |
| Максимальная дальность, км             | Около 10–11 тыс.                                              | Около 10–11 тыс.                                              |
| Стартовая масса, т                     | 80                                                            | 104                                                           |
| Забрасываемая масса ГЧ, кг             | 4050                                                          | 4050                                                          |
| Длина ракеты, м                        | 18,9                                                          | 23,4–23,8                                                     |
| Максимальный диаметр корпуса ракеты, м | 2,4                                                           | 2,4                                                           |
| Тип ГЧ                                 | Разделяющаяся головная часть индивидуального наведения        | Разделяющаяся головная часть индивидуального наведения        |
| Количество ББ × мощность, Мт           | 10 × 0,43                                                     | 8–10 × 0,3–0,5                                                |
| Тип системы управления                 | Автономная, инерциальная с бортовой ЦВМ                       | Автономная, инерциальная с бортовой ЦВМ                       |
| Топливо                                | Смесевое твердое (Т9-БК-8Э на первой ступени, ОПАЛ на второй) | Смесевое твердое (Т9-БК-8Э на первой ступени, ОПАЛ на второй) |
| Тяга двигателя I ступени в пустоте, тс | 235,7                                                         | 235,7                                                         |
| Удельный импульс тяги в пустоте, с:    | 271,2                                                         | 271,2                                                         |
| Органы управления                      | Клапаны вдува газа в закритическую часть сопла                | Клапаны вдува газа в закритическую часть сопла                |

## Железнодорожный комплекс с РТ-23
Железнодорожный комплекс с ракетой РТ-23 был первым образцом такого вида вооружения. Его создание требовало решения многих сложных проблем, связанных с конструкцией железнодорожных ПУ, обеспечением старта из таких ПУ, вопросами боевого управления, энергоснабжения, обеспечением точности наведения в условиях нахождения на маршрутах боевого патрулирования и др.

## Модификации
- РТ-23 УТТХ